# Терьер (бронетранспортёр)
Терьер — итальянский лёгкий колёсный бронетранспортёр. 
Создан в конце 1990-х годов совместно фирмами  немецкой Krauss-Maffei Wegmann и итальянской Iveco. Принят на вооружение армией Италии в 2004 году. В создании БТР-а Iveco отвечает за колёсное шасси и двигатель, а Krauss-Maffei — за бронированный корпус и оборудование. БТР создан с двумя боковыми дверями. Рассчитан на 6-8 полностью экипированных бойцов. Бронированный корпус может обеспечивать защиту только от стрелкового оружия калибром 7,62×51 мм и от осколков боеприпасов.
Использовался итальянским контингентом в Ираке, где получил положительные отзывы.